# Sarstoon (rijeka)
Sarstoon (špa. Río Sarstún) je srednjoamerička rijeka koja čini dio međunarodne granice između Belizea i Gvatemale.
Izvor ove 111 kilometara duge rijeke nalazi se u gvatemalskom departmanu Alta Verapaz. Teče prema istoku, služeći kao granica između departmana Petén i Izabal prije nego što prođe između okruga Toledo u Belizeu (na sjeveru) i departmana Izabal u Gvatemali (na jugu) na svom putu prema Karipskom moru. Blizu njegova ušća nalazi se otok Sarstoon, na teritoriju Belizea.
Sarstoon je međunarodno prihvaćena južna granica između Belizea i Gvatemale, iako u sklopu teritorijalnog spora između Belizea i Gvatemale od 1999. Gvatemala polaže pravo na teritorij Belizea južno od rijeke Sibun.
Na rijeci se 15. travnja 2019. dogodio granični incident između Gvatemale i Belizea, kada su tri gvatemalske topovnjače s posadom naoružanih vojnika spriječile obalnu stražu Belizea da patrolira rijekom.

## Vanjske poveznice
|  | Zajednički poslužitelj ima još gradiva o temi Sarstoon (rijeka) |